# Aleksandra L'vovna Tolstaja
Aleksandra L'vovna Tolstàja detta Saša (Jasnaja Poljana, 18 luglio 1884 – New York, 26 settembre 1979) è stata un'attivista russa naturalizzata statunitense, figlia dello scrittore Lev Tolstoj.

## Biografia

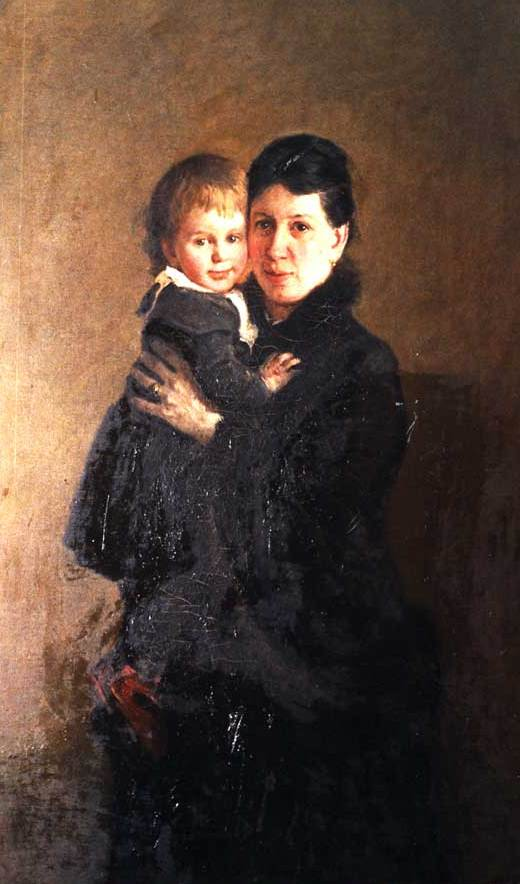
Aleksandra da bambina, in braccio alla madre Sof'ja, in un ritratto di Nikolaj Ge (1886)

Penultima di tredici figli, Aleksandra nacque mentre i suoi genitori stavano attraversando un grave momento di crisi coniugale. Poche ore prima di partorire, la madre aveva visto il marito allontanarsi di casa con una bisaccia sulle spalle. Così ricorderà la scena la sorella maggiore Tat'jana:
Tolstoj non andò lontano: sapeva che la moglie stava per partorire, ed infatti alle prime ore del mattino nacque Aleksandra. Ebbe un'infanzia difficile, così ricostruita nelle parole di Pietro Citati:

La sorella Tat'jana scriverà che, dal padre, Aleksandra aveva ereditato «profondi occhi blu, luminosi e indagatori. L'ho sempre vista intenta a dedicarsi a qualcosa o a qualcuno». Nell'ultimo periodo d'attività di Tolstoj, Aleksandra gli fu vicina «senza riserve, con tutte le sue forze di giovane Amazzone, come segretaria, accompagnatrice, copista». Riferirà ella stessa, riguardo al proprio lavoro accanto al padre:
Poco prima della fuga del padre, ebbe vivi contrasti con la madre, tanto che andò ad abitare per qualche tempo in una proprietà vicina, tornando a Jàsnaja nell'ottobre del 1910.

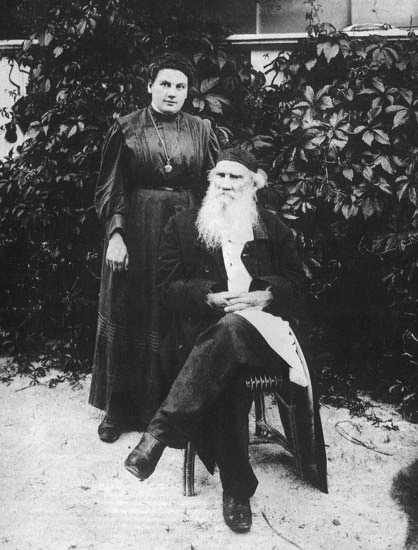
Aleksandra in compagnia del padre

Quando Tolstoj fuggì di casa, Aleksandra tirò fuori la madre, con l'aiuto di Valentin Bulgakov, dallo stagno in cui si era buttata, e poi raggiunse il padre, accompagnandolo nel suo viaggio fino ad Astàpovo, dove lo scrittore si fermò ammalato e morì. La sorella Tat'jana la rimproverò di non essersi tenuta lontano dal dramma dei genitori, perciò i rapporti fra le due restarono a lungo tesi; Aleksandra, a differenza di Tat'jana, non si sposò mai. Come il padre, ella si era avvicinata a Mosca al mondo della miseria e della povertà. Frequentò con assiduità gli ospedali, preparandosi a diventare infermiera. Tolstoj l'aveva nominata unica erede legale delle sue opere, affinché le mettesse a disposizione di tutti.
A Jàsnaja diresse le scuole tolstoiane e organizzò una clinica, partecipando come infermiera agli eventi della prima guerra mondiale; per il suo coraggio le furono assegnate tre medaglie dell'Ordine di San Giorgio. Venne a sapere della rivoluzione di febbraio mentre si trovava ricoverata in ospedale a Minsk per setticemia e febbre tropicale contratte sul fronte turco. Insieme alla madre, alla sorella Tat'jana e al fratello Sergej, fondò tra il disordine generale il Museo Tolstoj. Fu arrestata nel luglio del 1919 perché sospettata di nascondere una tipografia e di esercitare un'attività controrivoluzionaria, ma venne rilasciata grazie all'intervento di Vladimir Čertkov. Nel marzo del 1920 fu di nuovo arrestata e poi reclusa in un campo di concentramento.
Nella primavera del 1921, durante la repressione degli intellettuali da parte di Vjačeslav Menžinskij, capo dell'OGPU, Aleksandra subì un processo a Mosca (tra gli accusati c'erano anche Nikolaj Berdjaev e Sergei Melgunov); le condanne a morte furono sospese. In settembre, tornata dalla prigionia, riprese ad occuparsi della tenuta di Jàsnaja, che nell'ultimo anno era stata affidata, in sua assenza, alla sorella Tat'jana. Emigrò alla fine degli anni venti, stabilendosi dapprima in Giappone, poi negli Stati Uniti d'America, dove giunse «con cinquanta dollari in tasca, e nella valigia disegni ed acquerelli che riproducevano scene di vita e paesaggi russi».
Diede vita alla Tolstoj Foundation, che assistette i rifugiati aiutando varie personalità della cultura russa – tra cui Vladimir Nabokov e Sergej Rachmaninov – a sfuggire alle persecuzioni comuniste e a stabilirsi negli Stati Uniti. D'altra parte, Aleksandra non mancò di rivolgere critiche ad alcuni suoi celebri compatrioti giunti in America, in particolare rimproverando Aleksandr Solženicyn di aver «devastato la vecchia lingua russa» col suo stile letterario, e Svetlana Stalin di comportarsi da «pazza» anziché preoccuparsi dei problemi della Russia. Scrisse due libri su Tolstoj: La mia vita con mio padre e Tolstoj mio padre.